# Fritz von Bergmann

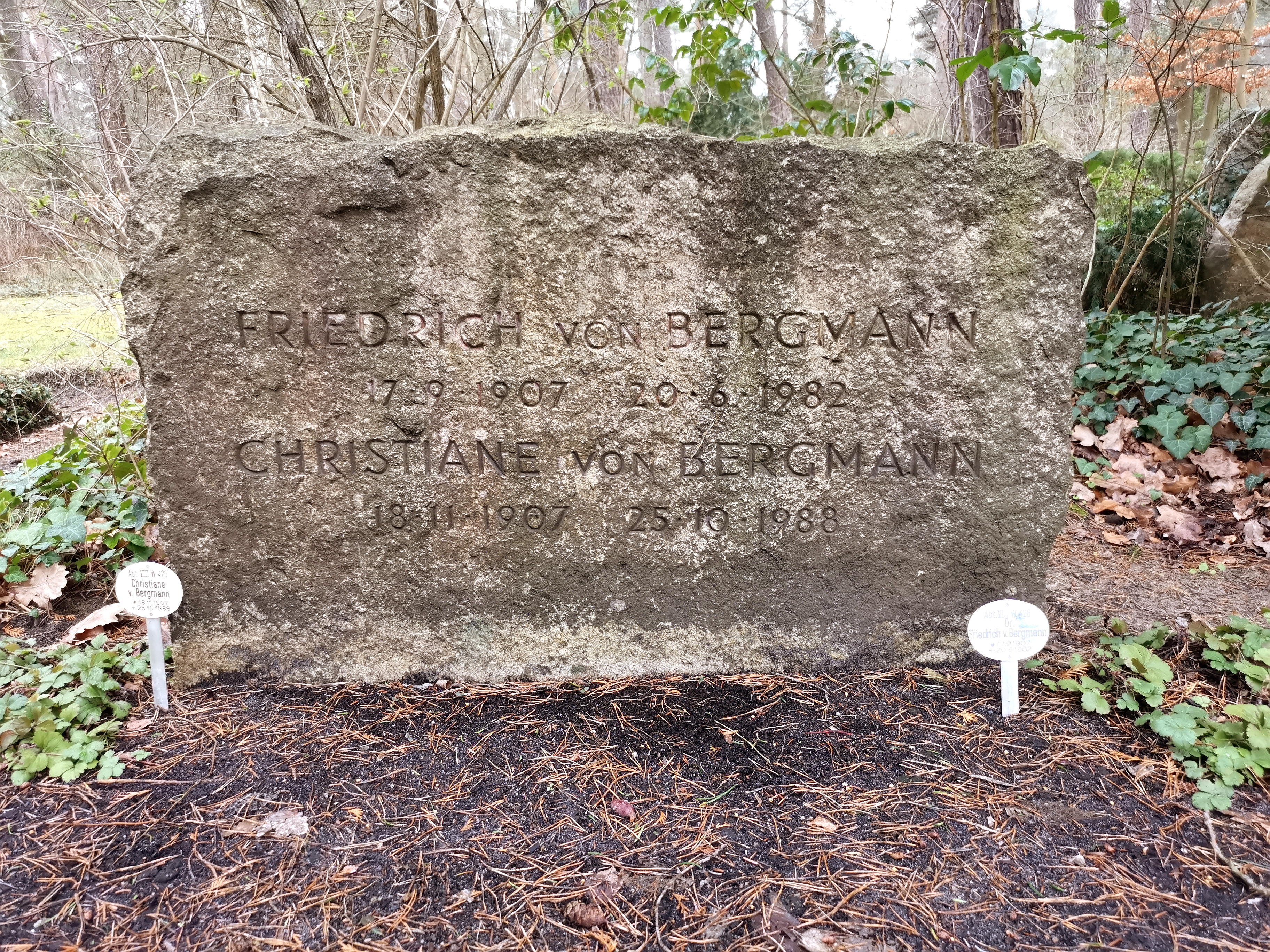
Grabstelle auf dem Waldfriedhof Berlin-Zehlendorf, Feld 36

Friedrich (Fritz) Ernst von Bergmann (* 17. September 1907 in Berlin; † 20. Juni 1982 ebenda), Dr. med., war Begründer, Kurator, Ehrenmitglied und Kanzler der Freien Universität Berlin.

## Familie und Leben
Er entstammte einer baltischen Familie und war der Sohn des Medizin-Professors Gustav von Bergmann (1878–1955) und dessen erster Ehefrau Auguste Verwer (1882–1923).
Sein Abitur bestand er am Lessing-Gymnasium in Frankfurt am Main im Jahre 1927.
Bergmann heiratete am 1. März 1933 in München die Fachärztin Christiane (Christel) Hetzer, die Tochter des Bankdirektors Dr. jur. Fritz Hetzer und der Ella Voss. Das Ehepaar hatte fünf Kinder.
Beide Eheleute waren Mitglieder der Berliner Widerstandsgruppe Onkel Emil.
Während des Zweiten Weltkriegs war er beim Heereswaffenamt eingesetzt.

## Ehrungen
Bergmann war Ehrendoktor der veterinärmedizinischen und der philologischen Fakultät.